# Eco en cadena

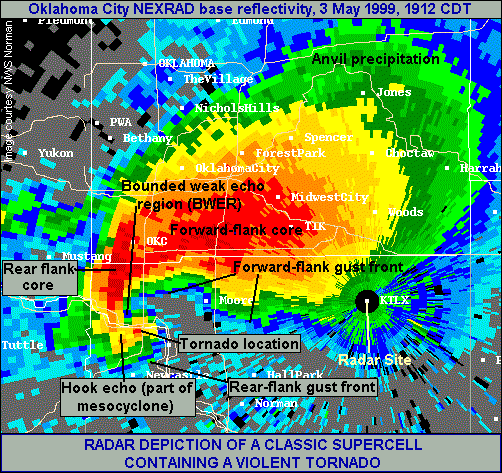
Un eco en cadena clásico. Este tornado asociado con esos ecos eran parte del "Tornado de 1999 en Oklahoma", alcanzando fuerza F5 en la escala Fujita-Pearson.

Un eco en cadena formándose y disipándose cerca de Kansas City (Misuri).

El eco en cadena es una de las clásicas manifestaciones de contrastes de tornados producidos de superceldas, como se visualizan con un radar meteo. El eco es producto de lluvia, granizo, y hasta desechos absorbidos alrededor de la supercelda. Los servicios meteorológicos consideran la presencia de un eco en cadena como suficiente para justificar el alerta de tornado.
La secuencia de ecos en cadena ha sido reconocida como signo de un desarrollo de tornado desde el inicio del uso de los radares meteo. La primera visualización documentada del tránsito de un eco en cadena ocurrió el 9 de abril de 1953 (71 años) por el "Illinois State Water Survey", durante las etapas preparatorias de tests preliminares sobre las habilidades del radar para detectar y medir intensidades pluviales.
Los ecos en cadena no siempre se configuran obvios. En los estados del sur de EE. UU., las tormentas tienden a producir pesadas lluvias que coinciden con la máxima precipitación (acrónimo en inglés HP) en la supercelda y disipa u oscurece la forma en cadena. Las superceldas HP suelen aparecer con una forma arriñonada.
La utilización de los sistemas de radar doppler como NEXRAD permiten detectar tornados aunque no se presenten ecos en cadena. Su habilidad es detectar todas las velocidades relativas de las diferentes partes de una tormenta, permitiéndole al radar doppler poder detectar áreas de rotación.